# Andreas Lilja
Andreas Lilja, född 13 juli 1975 i Helsingborg, är en svensk professionell ishockeyspelare.

## Karriär
Lilja började sin karriär i Rydebäcks IF innan han fortsatte till Landskronaklubben IF Lejonet för att sedan gå vidare till Helsingborgsklubben HHC Redskins. Därefter spelade han i Malmö IF innan han värvades till Los Angeles Kings i NHL. Lilja spelade dock bara en match i Los Angeles Kings innan han lånades ut till Kings farmarlag. Efter en säsong i Los Angeles såldes han till Florida Panthers där han spelade två säsonger innan han såldes vidare till Nashville Predators. Lilja hann aldrig spela med Nashville på grund av NHL:s lockout, under denna tid spelade spelade han i Mora IK. Efter lockouten värvades han till Detroit Red Wings där han spelade fem säsonger och var en viktig kugge i det lag som 2008 vann Stanley Cup. Han blev därmed också den förste skåningen i historien att vinna den åtråvärda hockeybucklan.
Säsongen 2010–11 spelade Lilja i Anaheim Ducks, men fick inte sitt ettårskontrakt förlängt och gick som free agent till Philadelphia Flyers.
Från säsongen 2013-14 spelar han med Rögle BK där han i april skrev på ett tvåårskontrakt med nydegraderade klubben från Ängelholm. Han blev utsedd till lagets kapten den 29 juli 2013.
Andreas Lilja är numera tränare för Kristianstads IK.

## Klubbar
- Rydebäcks IF
- IF Lejonet
- HHC Redskins
- Malmö IF 1994–95 – 1999–2000
- Los Angeles Kings 2000–01 – 2002–03
- Lowell Lock Monsters 2000–01
- Manchester Monarchs 2001–02
- Florida Panthers 2002–03 – 2003–04
- Mora IK 2004–05
- HC Ambri-Piotta 2004–05
- Detroit Red Wings 2005–06 – 2009–10
- Grand Rapids Griffins 2009–10
- Anaheim Ducks 2010–11
- Philadelphia Flyers 2011 – 2013
- Rögle BK 2013 - 2015